# Axmacher
Axmacher ist ein deutscher Familienname.

## Etymologie
Axmacher ist eine hochdeutsche Namensform, mit hochdeutschen Varianten Achsmacher, Achsenmacher, Axenmacher, gemischt hoch- und niederdeutsch Assenmacher, Assenmecher, niederdeutsch Assemaker, Assemeker. Es handelt sich um einen Berufsnamen, der zurückgeht auf die Berufsbezeichnung für den Achsenmacher (mhd. ahsenmacher, mnd. assemeker), also die Bezeichnung eines Handwerkers aus dem Bereich der Stellmacherei, der Wagenachsen herstellt. In anderen Gegenden Deutschlands ist als Name für die Berufsbezeichnung des Stellmachers auch Wagner oder Esser verbreitet, wobei die weltweit verbreitete Familie Axmacher ihren alleinigen Ursprung in Blumenthal (Gde. Hellenthal, Kreis Euskirchen) in der Eifel hat.

## Namensträger
- Dieter Axmacher (* 1943), deutscher Mathematiker und Hochschullehrer, Professor für Mathematik der Hochschule Niederrhein zu Krefeld
- Dirk Axmacher (1944–1992), deutscher Politikwissenschaftler und Hochschullehrer
- Elke Axmacher (1942–2021), deutsche Theologin, Professorin für Evangelische Theologie
- Jan Axmacher (* 1973), deutscher Geoökologe und Hochschullehrer, Professor of Biodiversity Conservation, UCL Geography, University College London
- Johann Peter Axmacher († 1848), deutscher Eisenhüttenbesitzer
- Karl Axmacher (1874–1952), deutscher Bildnismaler
- Nikolai Axmacher (* 1975), deutscher Neuropsychologe und Hochschullehrer, Professor an der Ruhr-Universität Bochum, ERC-Consolidator-Grant-Preisträger